# Nilo María Fabra
Nilo María Fabra y Deas (Blanes, 20 de febrero de 1843-Madrid, 24 de abril de 1903) fue un periodista, escritor y político español. 

## Biografía
Nacido el 20 de febrero de 1843 en la localidad gerundense de Blanes, procedía de una noble familia catalana que fue relevante en la vida social, cultural y política durante el siglo XIX; su primo-hermano Camilo Fabra y Fontanills, marqués de Alella, fue alcalde de Barcelona, diputado y senador, y mecenas con la creación del Observatorio Fabra en Barcelona. Corresponsal del Diario de Barcelona en Madrid y en las guerras austroprusiana y francoprusiana. Padre del poeta Nilo Fabra.
Era aficionado a la ciencia y a la tecnología y escribió tres libros de relatos de ciencia ficción y de ucronía política (historia alternativa) entre 1885 y 1897, como la obra Cuatrocientos Años de Buen Gobierno, editado en Barcelona en 1895.
En 1865 fundó una organización de corresponsales dedicada a suministrar de noticias a los periódicos de provincias, que se convertiría, tiempo más tarde, en la agencia de noticias Fabra, primera agencia de noticias en España. Dicha agencia, fue desde 1870 la corresponsal de las agencias Havas y Reuters. La agencia EFE —la primera agencia de noticias en español del mundo— fue el resultado de la fusión en 1939 de las tres agencias de noticias, por orden de importancia, Fabra, Febus y Faro. Introdujo las palomas mensajeras belgas con el objeto de suplir al telégrafo eléctrico en caso de interrupción de las telecomunicaciones. Fue histórico el despacho que realizó una de sus palomas cuando el rey Alfonso XII volvió a España en 1875, que decía así:

Por paloma mensajera de la Agencia Fabra. En la mar; vapor Jaime II, 9 de enero, 6 y 50 mañana.-(Recibido 7 y 40).- Hemos avistado a las Navas que conduce al Rey, delante de Tordera.

Fue político destacado como diputado a Cortes por Barcelona y senador por Alicante. Miembro del Partido Liberal, fue candidato en las elecciones al Senado de España del 15 de febrero de 1891 por Alicante y salió elegido el tercero.
Su labor en la Cámara alta fue decisivo para sacar adelante el proyecto de la Nueva Cárcel que impulsó el alcalde de Alicante Manuel Gómiz. Formó parte de la Comisión en el Senado encargada de su estudio presidida por Emilio Alcalá Galiano, conde de Casa-Valencia; secretario, el jurisconsulto alicantino José Manresa; Fabié; Isidoro de Hoyos y de la Torre, II marqués de Hoyos; Emilio Cánovas del Castillo y Ramón de Campoamor en 1892.
En reconocimiento a su trayectoria profesional recibió la Gran Cruz de la Orden de Isabel La Católica y fue Caballero de la Real y Distinguida Orden de Carlos III. Además hay una calle en Barcelona con su nombre y fue imagen de la Lotería Nacional de 19 de julio de 1980.

## Obras
Ciencia ficción y ucronía política
- Por los espacios imaginarios (con escalas en la Tierra) (Madrid, 1885);[6] incluye los relatos El desastre de Inglaterra de 1910, “El triunfo de la igualdad”, Cuatro siglos de buen gobierno, Diálogos en el espacio, La taza de leche, El hombre único, Del cielo a España, Dos naciones hermanas y La verdad desnuda
- Cuentos ilustrados (Barcelona, 1895);[7] incluye los relatos Cuatro siglos de buen gobierno, Lo presente juzgado por lo porvenir, El planeta Marte, Un Viaje a la República Argentina en el año 2003, La locura del anarquismo, Las tijeras, El dragón de Montesa o los rectos juicios de la posteridad y El fin de Barcelona.
- Presente y futuro:[6] nuevos cuentos (Barcelona, 1897); con los relatos La guerra de España contra los Estados Unidos. Páginas de la historia de lo porvenir, Recuerdos de otra vida, El futuro ayuntamiento de Madrid, Teitán el soberbio, cuento de lo porvenir y El premio grande.

Poesía
- Poesías de D. Nilo María Fabra, Madrid, Librería Alfonso de Durán, 1860.